# 1803 Zwicky
1803 Zwicky (1967 CA) là một tiểu hành tinh vành đai chính được phát hiện ngày 6 tháng 2 năm 1967 bởi P. Wild ở Zimmerwald.